# Amblyolpium goldastehae
Espèce
Amblyolpium goldastehae est une espèce de pseudoscorpions de la famille des Garypinidae.

## Distribution
Cette espèce est endémique de la province de Kermanchah en Iran. Elle se rencontre vers Kangavar à 1 400 m d'altitude.

## Description
Le mâle holotype mesure 1,92 mm et le mâle paratype 2,12 mm.

## Étymologie
Cette espèce est nommée en l'honneur de Shila Goldasteh .

## Publication originale
- Nassirkhani, Shoushtari & Abadi, 2016 : A new pseudoscorpion species in Amblyolpium (Pseudoscorpiones: Garypinidae) from a house in Kermanshah Province, Iran. Arachnologische Mitteilungen, vol. 52, p. 1-3 (texte intégral).